# Quadro de medalhas dos Jogos Olímpicos de Verão de 1984
Este é o quadro de medalhas dos Jogos Olímpicos de Verão de 1984, realizados em Los Angeles, Estados Unidos. O ordenamento é feito pelo número de medalhas de ouro, estando as medalhas de prata e bronze como critérios de desempate em caso de países com o mesmo número de ouros. Se, após esse critério, os países continuarem empatados, posicionamento igual é dado e eles são listados alfabeticamente. Este é o sistema utilizado pelo Comitê Olímpico Internacional.
| Ordem | País                     | Medalha de ouro | Medalha de prata | Medalha de bronze |     |
| ----- | ------------------------ | --------------- | ---------------- | ----------------- | --- |
| 1     | USA Estados Unidos       | 83              | 61               | 30                | 174 |
| 2     | ROU Romênia              | 20              | 16               | 17                | 53  |
| 3     | FRG Alemanha Ocidental   | 17              | 19               | 23                | 59  |
| 4     | CHN China                | 15              | 8                | 9                 | 32  |
| 5     | ITA Itália               | 14              | 6                | 12                | 32  |
| 6     | CAN Canadá               | 10              | 18               | 16                | 44  |
| 7     | JPN Japão                | 10              | 8                | 14                | 32  |
| 8     | NZL Nova Zelândia        | 8               | 1                | 2                 | 11  |
| 9     | YUG Iugoslávia           | 7               | 4                | 7                 | 18  |
| 10    | KOR Coreia do Sul        | 6               | 6                | 7                 | 19  |
| 11    | GBR Grã-Bretanha         | 5               | 11               | 21                | 37  |
| 12    | FRA França               | 5               | 7                | 16                | 28  |
| 13    | NED Países Baixos        | 5               | 2                | 6                 | 13  |
| 14    | AUS Austrália            | 4               | 8                | 12                | 24  |
| 15    | FIN Finlândia            | 4               | 2                | 6                 | 12  |
| 16    | SWE Suécia               | 2               | 11               | 6                 | 19  |
| 17    | MEX México               | 2               | 3                | 1                 | 6   |
| 18    | MAR Marrocos             | 2               |                  |                   | 2   |
| 19    | BRA Brasil               | 1               | 5                | 2                 | 8   |
| 20    | ESP Espanha              | 1               | 2                | 2                 | 5   |
| 21    | BEL Bélgica              | 1               | 1                | 2                 | 4   |
| 22    | AUT Áustria              | 1               | 1                | 1                 | 3   |
| 23    | KEN Quênia               | 1               |                  | 2                 | 3   |
| 23    | POR Portugal             | 1               |                  | 2                 | 3   |
| 25    | PAK Paquistão            | 1               |                  |                   | 1   |
| 26    | SUI Suíça                |                 | 4                | 4                 | 8   |
| 27    | DEN Dinamarca            |                 | 3                | 3                 | 6   |
| 28    | JAM Jamaica              |                 | 1                | 2                 | 3   |
| 28    | NOR Noruega              |                 | 1                | 2                 | 3   |
| 30    | GRE Grécia               |                 | 1                | 1                 | 2   |
| 30    | NGR Nigéria              |                 | 1                | 1                 | 2   |
| 30    | PUR Porto Rico           |                 | 1                | 1                 | 2   |
| 33    | COL Colômbia             |                 | 1                |                   | 1   |
| 33    | CIV Costa do Marfim      |                 | 1                |                   | 1   |
| 33    | EGY Egito                |                 | 1                |                   | 1   |
| 33    | IRL Irlanda              |                 | 1                |                   | 1   |
| 33    | PER Peru                 |                 | 1                |                   | 1   |
| 33    | SYR Síria                |                 | 1                |                   | 1   |
| 33    | THA Tailândia            |                 | 1                |                   | 1   |
| 40    | TUR Turquia              |                 |                  | 3                 | 3   |
| 40    | VEN Venezuela            |                 |                  | 3                 | 3   |
| 42    | ALG Argélia              |                 |                  | 2                 | 2   |
| 43    | CMR Camarões             |                 |                  | 1                 | 1   |
| 43    | TPE Taipé Chinês         |                 |                  | 1                 | 1   |
| 43    | DOM República Dominicana |                 |                  | 1                 | 1   |
| 43    | ISL Islândia             |                 |                  | 1                 | 1   |
| 43    | ZAM Zâmbia               |                 |                  | 1                 | 1   |